# Pentodon insularis
Pentodon insularis är en skalbaggsart som beskrevs av Zhang 1991. Pentodon insularis ingår i släktet Pentodon och familjen Dynastidae. Inga underarter finns listade i Catalogue of Life.